# Mochyně

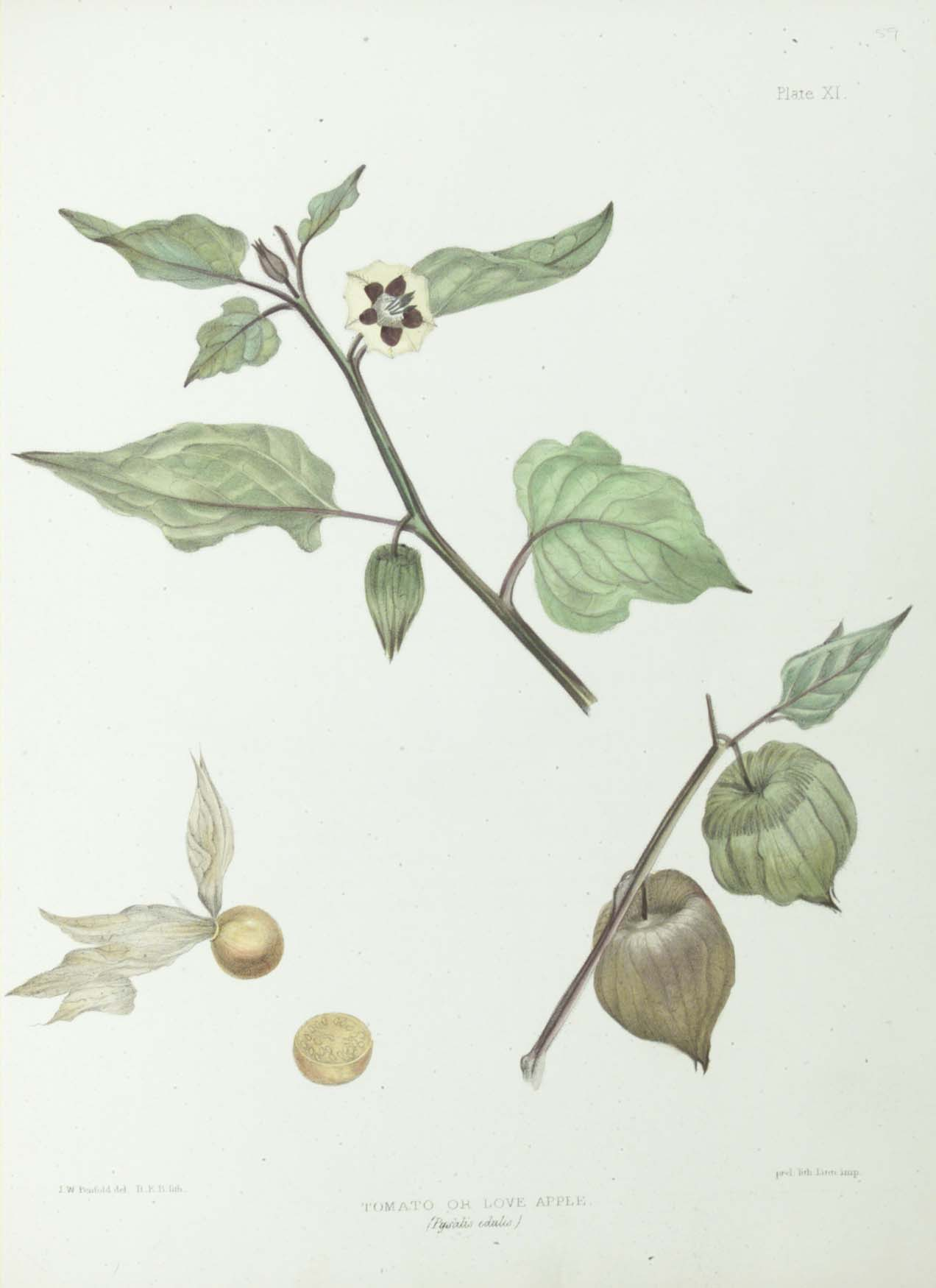
Mochyně peruánská na botanické ilustraci

Mochyně (Physalis) je rod rostlin z čeledi lilkovité. Jsou to byliny nebo řidčeji keře s jednoduchými střídavými listy a pravidelnými, pětičetnými, většinou jednotlivými květy. Plodem je bobule obklopená charakteristickým zvětšeným, vytrvalým kalichem. Rod zahrnuje asi 90 druhů a pochází z Ameriky. Některé druhy zdomácněly i v jiných částech světa a vzácně zplaňují ze zahrad i v České republice. Asijský druh mochyně židovská, často pěstovaný jako zahradní trvalka, byl přeřazen do samostatného rodu Alkekengi.
Rostliny obsahují solaninové alkaloidy a jsou s výjimkou plně dozrálých plodů jedovaté.
Mochyně peruánská, mochyně dužnoplodá a některé další druhy jsou pěstovány jako drobné ovoce. Mochyně mají také význam v domorodé medicíně a jsou zdrojem farmakologicky cenných látek, fysalinů.

## Popis
Mochyně jsou jednoleté nebo vytrvalé byliny nebo výjimečně i keře, dorůstající výšky až 3 metry. Odění se skládá z jednoduchých nebo větvených, nežláznatých nebo žláznatých chlupů. Listy jsou jednoduché, střídavé, řapíkaté, s celistvou nebo zubatou či mělce laločnatou čepelí.
Květy jsou jednotlivé nebo výjimečně v úžlabních několikakvětých svazečcích, stopkaté, převislé. Kalich je zvonkovitý až trubkovitě zvonkovitý, na konci pětilaločný. Za plodu je velmi zvětšený, pouze s malým otvorem na vrcholu. Koruna je většinou světle žlutá, při ústí korunní trubky často s 5 tmavými skvrnami, kolovitá, zvonkovitě kolovitá, zvonkovitá nebo řidčeji baňkovitá, s krátkou trubkou a širokým, téměř celistvým nebo velmi mělce laločnatým lemem. Ústí korunní trubky je často hustě pýřité. Tyčinek je 5 a mají tenké nebo široké nitky. Semeník je srostlý ze 2 plodolistů a obsahuje 2 komůrky. Nese nitkovitou čnělku zakončenou hlavatou až téměř uťatou bliznou. Plodem je mnohasemenná bobule obklopená nafouklým vytrvalým kalichem. Semena jsou zploštěle okrouhlá až ledvinovitá.

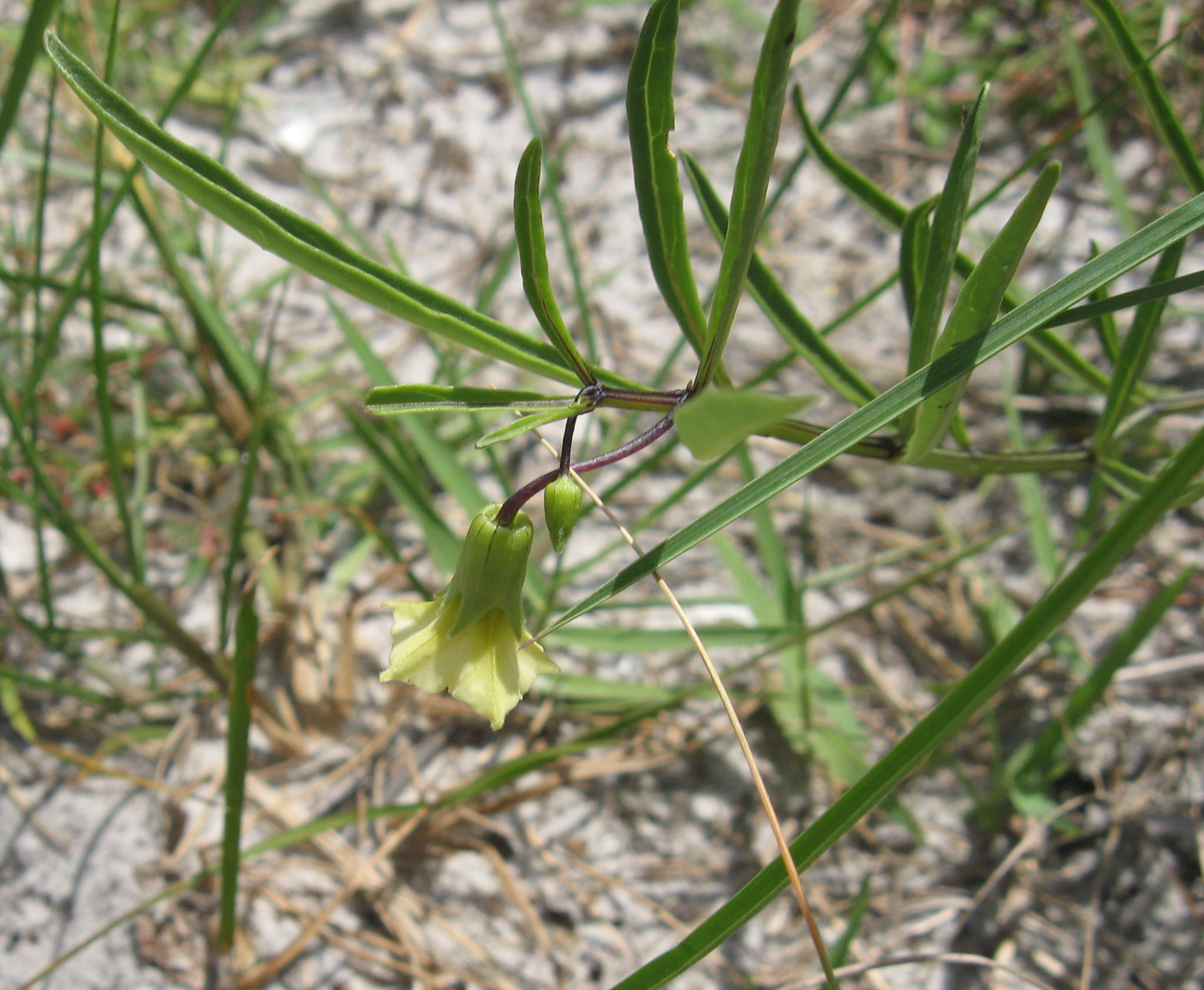
Úzkolistý druh Physalis angustifolia
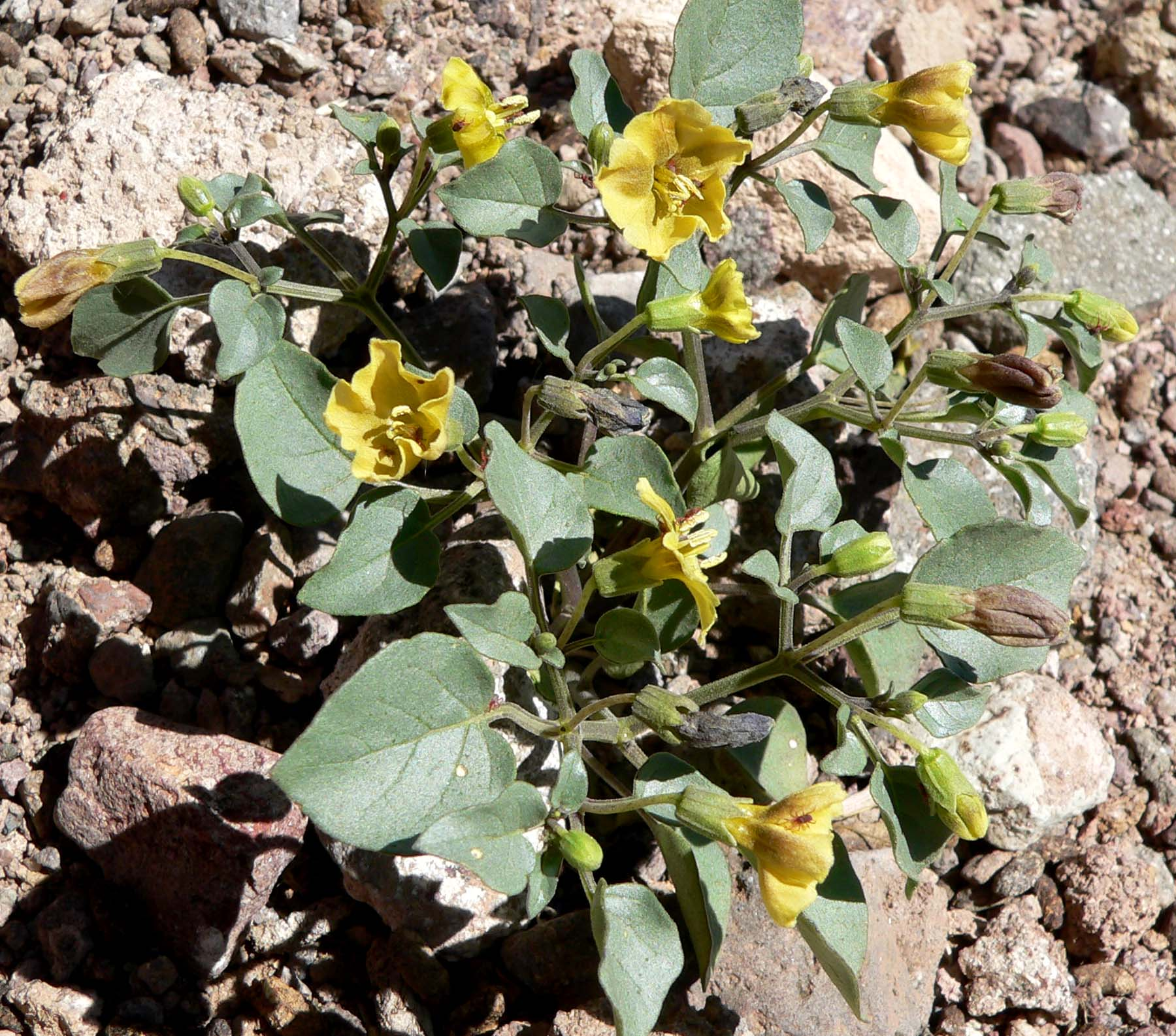
Physalis crassifolia
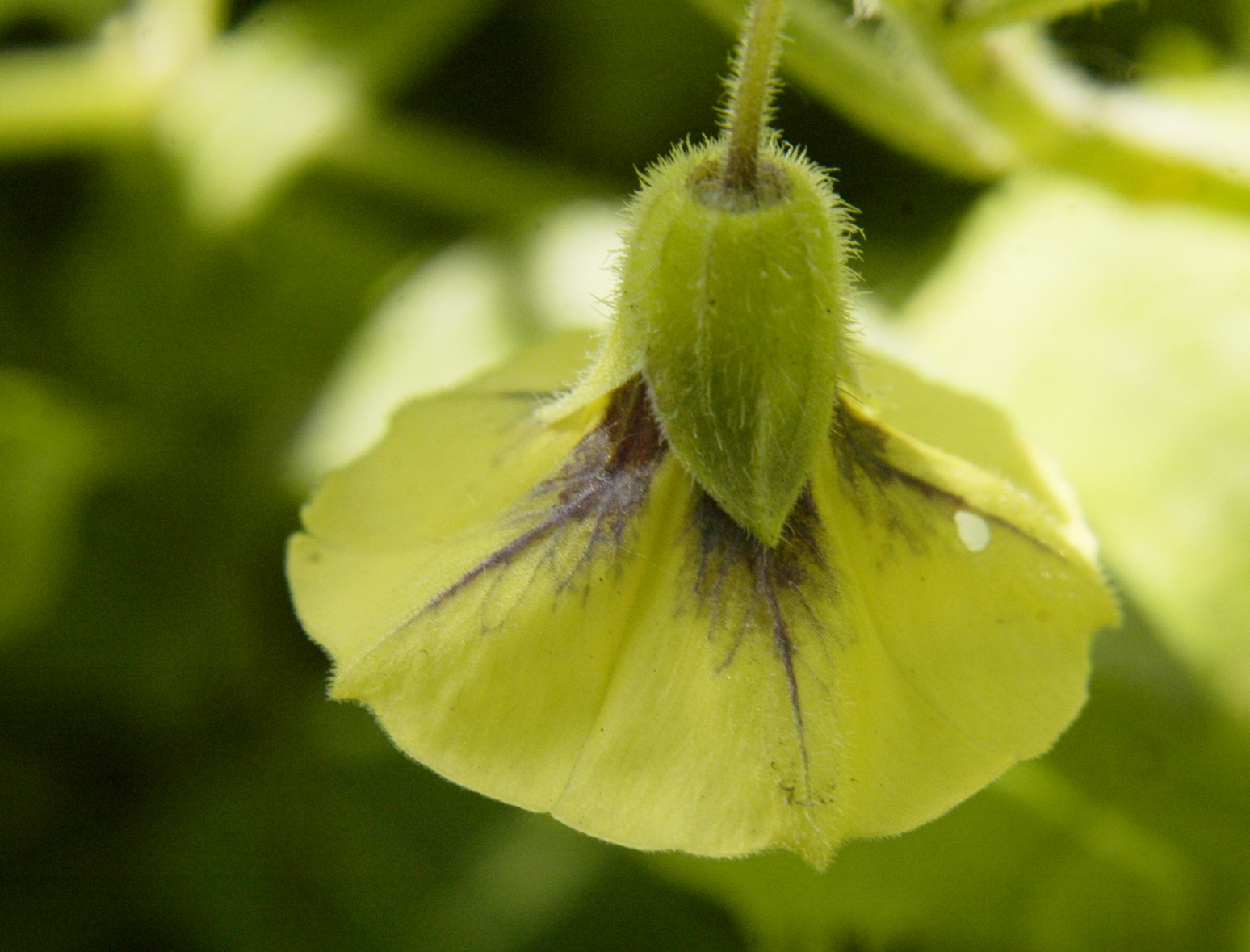
Detail květu Physalis subglabrata
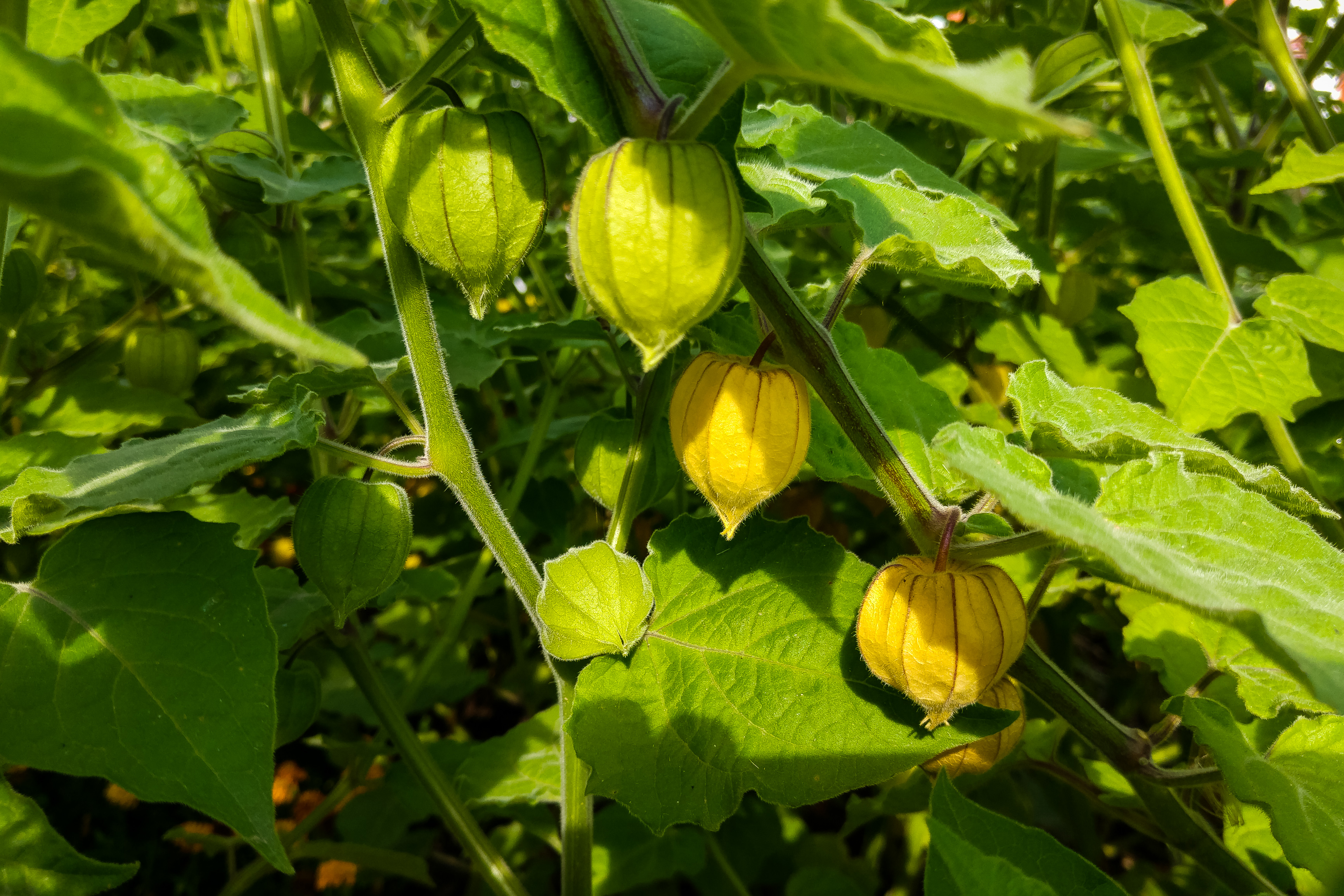
Mochyně peruánská s plody

## Rozšíření
Rod mochyně (Physalis) zahrnuje asi 75 až 95 druhů a je přirozeně rozšířen v Americe od Kanady po Argentinu. Areál zahrnuje východní polovinu Kanady a v podstatě celé území USA, Mexika a Střední i Jižní Ameriky mimo její nejjižnější patagonské části. Centrum druhové diverzity je v Mexiku a přilehlých jižních oblastech USA a Střední Ameriky. Z Mexika je uváděno 78 druhů, z toho 46 endemických. V USA se vyskytuje 22 druhů, dva z nich (mochyně různolistá a Physalis virginiana) zasahují i do východní Kanady. V Jižní Americe roste asi 12 druhů, jedná se převážně o druhy s rozsáhlejšími areály, rozšířené v celé tropické Americe.
Mochyně peruánská vystupuje v jihoamerických Andách až do nadmořských výšek okolo 3200 metrů.
Řada zejména jednoletých druhů se jako pěstované nebo plevelné rostliny rozšířila mimo svůj původní areál výskytu a dnes rostou zdomácněle v tropech a subtropech celého světa. Náleží mezi ně zejména mochyně drobnoplodá, mochyně peruánská, Physalis lagascae, dále mochyně dužnoplodá, mochyně mexická, mochyně pýřitá a v omezenější míře i některé další druhy. Všechny uvedené druhy s výjimkou P. lagascae rostou i ve Středomoří. V České republice vzácně zplaňují ze zahrad jednoleté druhy mochyně drobnoplodá, mochyně dužnoplodá a mochyně pýřitá a vytrvalá mochyně peruánská.
První záznam o mochyni peruánské v Evropě pochází z roku 1774 z Anglie. Na přelomu 18. a 19. století byla přivezena do jižní Afriky, Indie a Austrálie a začala se zde šířit.
V některých oblastech tropů (Tichomoří, tropická východní Afrika, Indie aj.) náleží mezi invazní rostliny. Osidluje polní kultury a narušená místa, také okraje lesů nebo savany, kde vytlačuje původní vegetaci. Také je přenašečem některých chorob lilkovitých rostlin.
Mochyně drobnoplodá se v Evropě objevila již koncem 16. století.
Do Indie a Austrálie byla zavlečena v 18. století. Šíří se rychle i ve Středomoří. V roce 2001 byl v Řecku jediný záznam o výskytu na ruderální ploše, o 8 let později byla zjištěna jako plevel letních plodin a v současnosti již byla rozšířeným plevelem zejména kukuřičných kultur. V Turecku se stala jedním z nejrozšířenějších plevelů letních plodin.

## Ekologické interakce
Květy mochyní jsou opylovány hmyzem, zejména včelami sbírajícími pyl a nektar. Chomáče chlupů v ústí korunní trubky, tyčinky a pyl září v ultrafialové části spektra a navádějí včely na květ. Květy nemají čichem rozeznatelnou vůni.
Na květy mochyní mají specializovanou vazbu některé druhy samotářských včel podrodu Hypomacrotera rodu Calliopsis.
Na kalichu druhu Physalis viscosa se nacházejí extraflorální nektária.
Mochyně jsou v tropické Americe živnými rostlinami pozoruhodných babočkovitých motýlů z tribu Ithomiini, konkrétně druhů Ithomia agnosia a I. salapia. V Severní Americe se na nich vyvíjejí housenky lišajů rodu Manduca (Manduca sexta, M. quinquemaculatus). Vyhledávají je také různé drobnější druhy můr zejména z čeledí makadlovkovití, můrovití a zavíječovití. Ve Starém světě je jako náhradní rostlinu občas využívá lišaj smrtihlav.
Plody vyhledávají zejména ptáci, kteří také rozšiřují semena. Plody s nafouklým kalichem se šíří také větrem.

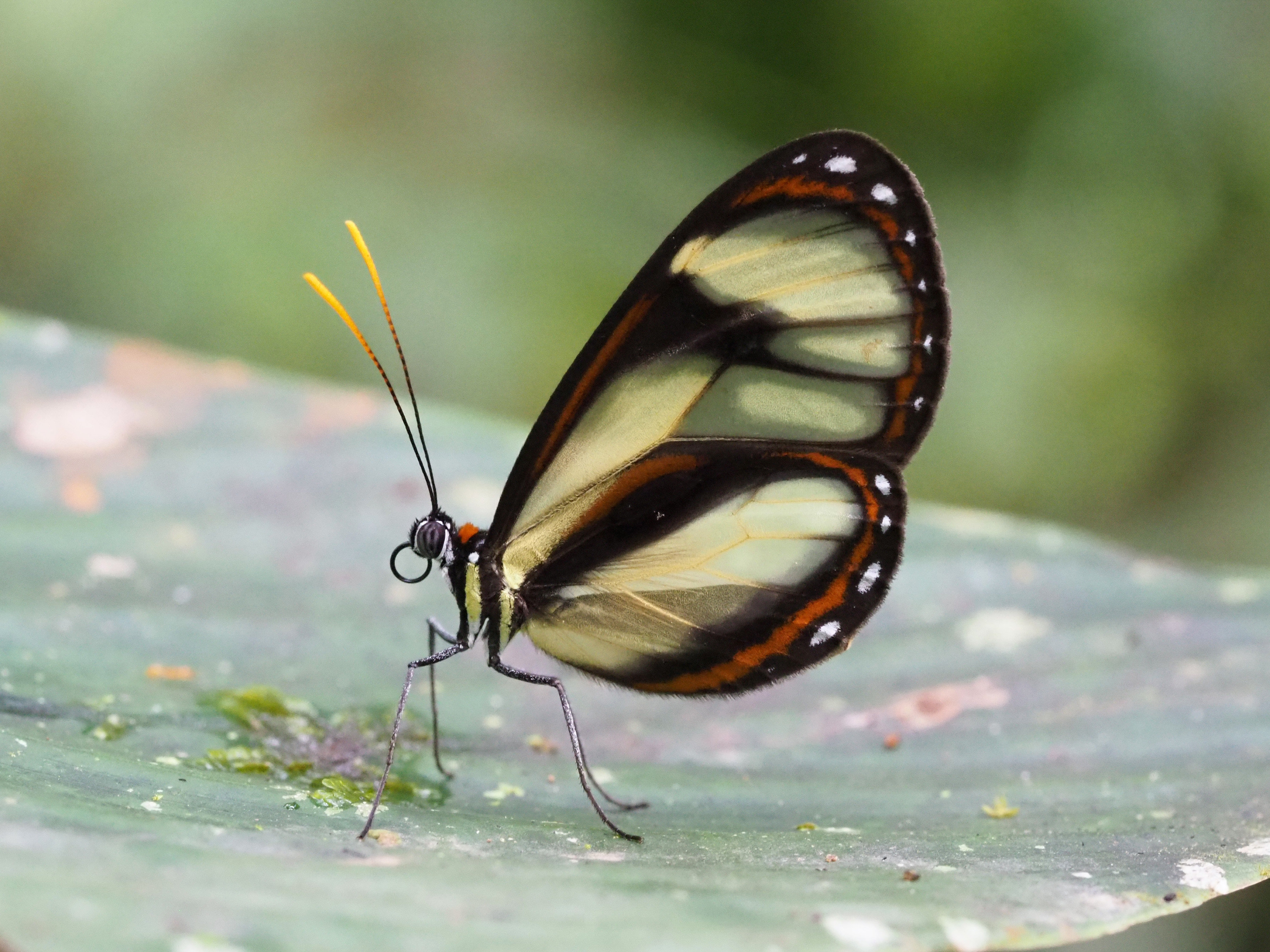
Babočkovitý motýl Ithomia salapia
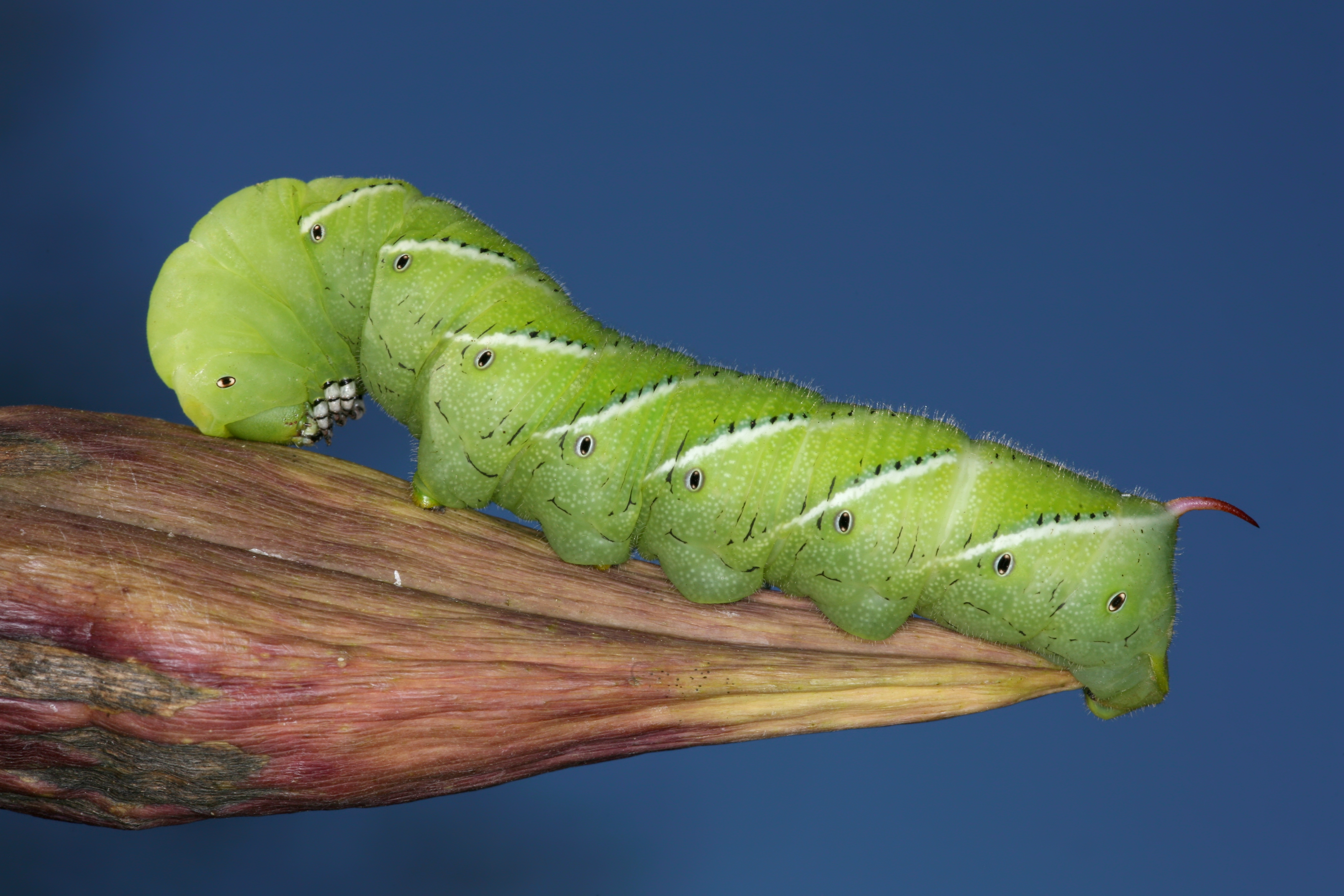
Housenka lišaje Manduca sexta

## Obsahové látky a jedovatost
Mochyně jsou s výjimkou zralých plodů jedovaté rostliny. Hlavními účinnými látkami jsou solaninové glykoalkaloidy, které se vyznačují dráždivým účinkem na zažívací trakt. Ve zralých plodech se tyto látky nacházejí pouze ve stopových množstvích. Otrava se projevuje nechutenstvím, zvracením, škrábáním v krku, břišními křečemi a průjmem. U dospělých lidí bývá závažnější průběh zřídkavý, u dětí však může být i fatální. Byl také zaznamenán účinek na centrální nervovou soustavu, zahrnující delirium, koma a halucinace. Jeho mechanismus není znám. Tepelnou úpravou toxicita mizí.
V rostlinách byly zjištěny také kalysteginy ze skupiny nortropanových alkaloidů.
Specifickými obsahovými látkami mochyní jsou fysaliny, náležející do skupiny steroidních laktonů. V různých druzích mochyň jich bylo zjištěno asi 20.
U některých z těchto látek byl zjištěn protizánětlivý a antimykobakteriální účinek a výrazná aktivita proti původcům některých tropických chorob, jako je např. leishmanióza.
Fysalin F z mochyně drobnoplodé má protinádorový účinek, který byl prokázán in vitro i in vivo. Fysanguliny izolované z tohoto druhu působí proti Trypanosoma cruzi, původci Chagasovy choroby.

## Taxonomie
Rod Physalis popsal v roce 1753 Carl Linné a zařadil do něj celkem 9 tehdy známých druhů. V současné taxonomii je rod v rámci čeledi Solanaceae řazen do podčeledi Solanoideae, tribu Physaleae a podtribu Physalidinae.
Výsledky fylogenetických analýz ukázaly, že rod Physalis v klasickém pojetí je parafyletický, neboť euroasijský druh Physalis alkekengi (mochyně židovská) tvoří oddělenou vývojovou linii, mezi níž a zbytkem rodu Physalis jsou vmezeřené vývojové větve několika jiných drobnějších rodů daného tribu. V taxonomickém řešení
bylo upřednostněno rozdělení rodu na dva rody před druhou nabízející se možností, kterou je sloučení všech daných rodů do jedné monofyletické skupiny. Takový široce pojatý rod by však byl příliš heterogenní a obtížně morfologicky vymezitelný na základě společných znaků.
Typovým druhem rodu Physalis byl druh Physalis alkekengi. Aby nebylo nutno všechny ostatní americké druhy přeřazovat do rodu Herschelia, který se nabízel jako platný, byl pro rod Physalis vybrán jiný typový druh, popsaný Linnéem ve stejném roce, Physalis pubescens. Toto jméno bylo v roce 2012 zařazeno mezi nomina conservanda.
Physalis a Alkekengi nejsou jedinými rody lilkovitých s nafouklým kalichem. Mimo rodu Alkekengi, který se mimo asijského původu odlišuje zejména bílými květy s laločnatým lemem koruny a kalichy za zralosti jasně červenooranžovými, mají obdobně utvářený kalich například i rody Nicandra, Przewalskia a Withania.

### Vývojový strom tribuPhysalidinae
|  | Brachistus  |
|  |             |
|  | Witheringia |
|  |             |

|  | Schraderanthus |
|  |                |
|  | Tzeltalia      |
|  |                |

|  | Oryctes       |
|  |               |
|  | Leucophysalis |
|  |               |

|  | Schraderanthus |
|  |                |
|  | Tzeltalia      |
|  |                |

|  | Oryctes       |
|  |               |
|  | Leucophysalis |
|  |               |

|  | Alkekengi     |
|  |               |
|  | Calliphysalis |
|  |               |

|  | \| \| Chamaesaracha \| \| \| \| \| \| Quincula (+ Physalis microphysa) \| \| \| \| |
|  |                                                                                    |
|  | Physalis                                                                           |
|  |                                                                                    |
|  | Chamaesaracha                                                                      |
|  |                                                                                    |
|  | Quincula (+ Physalis microphysa)                                                   |
|  |                                                                                    |

|  | Chamaesaracha                    |
|  |                                  |
|  | Quincula (+ Physalis microphysa) |
|  |                                  |

|  | \| \| Chamaesaracha \| \| \| \| \| \| Quincula (+ Physalis microphysa) \| \| \| \| |
|  |                                                                                    |
|  | Physalis                                                                           |
|  |                                                                                    |
|  | Chamaesaracha                                                                      |
|  |                                                                                    |
|  | Quincula (+ Physalis microphysa)                                                   |
|  |                                                                                    |

|  | Chamaesaracha                    |
|  |                                  |
|  | Quincula (+ Physalis microphysa) |
|  |                                  |

|  | Alkekengi     |
|  |               |
|  | Calliphysalis |
|  |               |

|  | \| \| Chamaesaracha \| \| \| \| \| \| Quincula (+ Physalis microphysa) \| \| \| \| |
|  |                                                                                    |
|  | Physalis                                                                           |
|  |                                                                                    |
|  | Chamaesaracha                                                                      |
|  |                                                                                    |
|  | Quincula (+ Physalis microphysa)                                                   |
|  |                                                                                    |

|  | Chamaesaracha                    |
|  |                                  |
|  | Quincula (+ Physalis microphysa) |
|  |                                  |

|  | \| \| Chamaesaracha \| \| \| \| \| \| Quincula (+ Physalis microphysa) \| \| \| \| |
|  |                                                                                    |
|  | Physalis                                                                           |
|  |                                                                                    |
|  | Chamaesaracha                                                                      |
|  |                                                                                    |
|  | Quincula (+ Physalis microphysa)                                                   |
|  |                                                                                    |

|  | Chamaesaracha                    |
|  |                                  |
|  | Quincula (+ Physalis microphysa) |
|  |                                  |

|  | Schraderanthus |
|  |                |
|  | Tzeltalia      |
|  |                |

|  | Oryctes       |
|  |               |
|  | Leucophysalis |
|  |               |

|  | Schraderanthus |
|  |                |
|  | Tzeltalia      |
|  |                |

|  | Oryctes       |
|  |               |
|  | Leucophysalis |
|  |               |

|  | Alkekengi     |
|  |               |
|  | Calliphysalis |
|  |               |

|  | \| \| Chamaesaracha \| \| \| \| \| \| Quincula (+ Physalis microphysa) \| \| \| \| |
|  |                                                                                    |
|  | Physalis                                                                           |
|  |                                                                                    |
|  | Chamaesaracha                                                                      |
|  |                                                                                    |
|  | Quincula (+ Physalis microphysa)                                                   |
|  |                                                                                    |

|  | Chamaesaracha                    |
|  |                                  |
|  | Quincula (+ Physalis microphysa) |
|  |                                  |

|  | \| \| Chamaesaracha \| \| \| \| \| \| Quincula (+ Physalis microphysa) \| \| \| \| |
|  |                                                                                    |
|  | Physalis                                                                           |
|  |                                                                                    |
|  | Chamaesaracha                                                                      |
|  |                                                                                    |
|  | Quincula (+ Physalis microphysa)                                                   |
|  |                                                                                    |

|  | Chamaesaracha                    |
|  |                                  |
|  | Quincula (+ Physalis microphysa) |
|  |                                  |

|  | Alkekengi     |
|  |               |
|  | Calliphysalis |
|  |               |

|  | \| \| Chamaesaracha \| \| \| \| \| \| Quincula (+ Physalis microphysa) \| \| \| \| |
|  |                                                                                    |
|  | Physalis                                                                           |
|  |                                                                                    |
|  | Chamaesaracha                                                                      |
|  |                                                                                    |
|  | Quincula (+ Physalis microphysa)                                                   |
|  |                                                                                    |

|  | Chamaesaracha                    |
|  |                                  |
|  | Quincula (+ Physalis microphysa) |
|  |                                  |

|  | \| \| Chamaesaracha \| \| \| \| \| \| Quincula (+ Physalis microphysa) \| \| \| \| |
|  |                                                                                    |
|  | Physalis                                                                           |
|  |                                                                                    |
|  | Chamaesaracha                                                                      |
|  |                                                                                    |
|  | Quincula (+ Physalis microphysa)                                                   |
|  |                                                                                    |

|  | Chamaesaracha                    |
|  |                                  |
|  | Quincula (+ Physalis microphysa) |
|  |                                  |

|  | Brachistus  |
|  |             |
|  | Witheringia |
|  |             |

|  | Schraderanthus |
|  |                |
|  | Tzeltalia      |
|  |                |

|  | Oryctes       |
|  |               |
|  | Leucophysalis |
|  |               |

|  | Schraderanthus |
|  |                |
|  | Tzeltalia      |
|  |                |

|  | Oryctes       |
|  |               |
|  | Leucophysalis |
|  |               |

|  | Alkekengi     |
|  |               |
|  | Calliphysalis |
|  |               |

|  | \| \| Chamaesaracha \| \| \| \| \| \| Quincula (+ Physalis microphysa) \| \| \| \| |
|  |                                                                                    |
|  | Physalis                                                                           |
|  |                                                                                    |
|  | Chamaesaracha                                                                      |
|  |                                                                                    |
|  | Quincula (+ Physalis microphysa)                                                   |
|  |                                                                                    |

|  | Chamaesaracha                    |
|  |                                  |
|  | Quincula (+ Physalis microphysa) |
|  |                                  |

|  | \| \| Chamaesaracha \| \| \| \| \| \| Quincula (+ Physalis microphysa) \| \| \| \| |
|  |                                                                                    |
|  | Physalis                                                                           |
|  |                                                                                    |
|  | Chamaesaracha                                                                      |
|  |                                                                                    |
|  | Quincula (+ Physalis microphysa)                                                   |
|  |                                                                                    |

|  | Chamaesaracha                    |
|  |                                  |
|  | Quincula (+ Physalis microphysa) |
|  |                                  |

|  | Alkekengi     |
|  |               |
|  | Calliphysalis |
|  |               |

|  | \| \| Chamaesaracha \| \| \| \| \| \| Quincula (+ Physalis microphysa) \| \| \| \| |
|  |                                                                                    |
|  | Physalis                                                                           |
|  |                                                                                    |
|  | Chamaesaracha                                                                      |
|  |                                                                                    |
|  | Quincula (+ Physalis microphysa)                                                   |
|  |                                                                                    |

|  | Chamaesaracha                    |
|  |                                  |
|  | Quincula (+ Physalis microphysa) |
|  |                                  |

|  | \| \| Chamaesaracha \| \| \| \| \| \| Quincula (+ Physalis microphysa) \| \| \| \| |
|  |                                                                                    |
|  | Physalis                                                                           |
|  |                                                                                    |
|  | Chamaesaracha                                                                      |
|  |                                                                                    |
|  | Quincula (+ Physalis microphysa)                                                   |
|  |                                                                                    |

|  | Chamaesaracha                    |
|  |                                  |
|  | Quincula (+ Physalis microphysa) |
|  |                                  |

|  | Schraderanthus |
|  |                |
|  | Tzeltalia      |
|  |                |

|  | Oryctes       |
|  |               |
|  | Leucophysalis |
|  |               |

|  | Schraderanthus |
|  |                |
|  | Tzeltalia      |
|  |                |

|  | Oryctes       |
|  |               |
|  | Leucophysalis |
|  |               |

|  | Alkekengi     |
|  |               |
|  | Calliphysalis |
|  |               |

|  | \| \| Chamaesaracha \| \| \| \| \| \| Quincula (+ Physalis microphysa) \| \| \| \| |
|  |                                                                                    |
|  | Physalis                                                                           |
|  |                                                                                    |
|  | Chamaesaracha                                                                      |
|  |                                                                                    |
|  | Quincula (+ Physalis microphysa)                                                   |
|  |                                                                                    |

|  | Chamaesaracha                    |
|  |                                  |
|  | Quincula (+ Physalis microphysa) |
|  |                                  |

|  | \| \| Chamaesaracha \| \| \| \| \| \| Quincula (+ Physalis microphysa) \| \| \| \| |
|  |                                                                                    |
|  | Physalis                                                                           |
|  |                                                                                    |
|  | Chamaesaracha                                                                      |
|  |                                                                                    |
|  | Quincula (+ Physalis microphysa)                                                   |
|  |                                                                                    |

|  | Chamaesaracha                    |
|  |                                  |
|  | Quincula (+ Physalis microphysa) |
|  |                                  |

|  | Alkekengi     |
|  |               |
|  | Calliphysalis |
|  |               |

|  | \| \| Chamaesaracha \| \| \| \| \| \| Quincula (+ Physalis microphysa) \| \| \| \| |
|  |                                                                                    |
|  | Physalis                                                                           |
|  |                                                                                    |
|  | Chamaesaracha                                                                      |
|  |                                                                                    |
|  | Quincula (+ Physalis microphysa)                                                   |
|  |                                                                                    |

|  | Chamaesaracha                    |
|  |                                  |
|  | Quincula (+ Physalis microphysa) |
|  |                                  |

|  | \| \| Chamaesaracha \| \| \| \| \| \| Quincula (+ Physalis microphysa) \| \| \| \| |
|  |                                                                                    |
|  | Physalis                                                                           |
|  |                                                                                    |
|  | Chamaesaracha                                                                      |
|  |                                                                                    |
|  | Quincula (+ Physalis microphysa)                                                   |
|  |                                                                                    |

|  | Chamaesaracha                    |
|  |                                  |
|  | Quincula (+ Physalis microphysa) |
|  |                                  |

## Zástupci
- mochyně drobnoplodá (Physalis angulata)
- mochyně dužnoplodá (Physalis philadelphica)
- mochyně Franchettova (Physalis franchettii)
- mochyně mexická (Physalis ixocarpa)
- mochyně ojíněná (Physalis pruinosa)
- mochyně olysalá (Physalis subglabrata)
- mochyně peruánská (Physalis peruviana)
- mochyně pýřitá (Physalis pubescens)
- mochyně různolistá (Physalis heterophylla)[29][30]

## Význam
Některé druhy mochyní s jedlými plody byly domestikovány a jsou pěstovány v tropech a subtropech celého světa jako drobné ovoce. Komerčně nejvýznamnějším druhem je mochyně peruánská, známá pod anglickým názvem cape gooseberry. Pochází z tropické Jižní Ameriky a je pěstována po celém světě. Plody mají zprvu příjemnou jahodovou chuť, jejíž dojezd je již méně příjemný. Jedí se čerstvé nebo zpracovávají na džemy a marmelády. Pěstuje se také jako drobné zahradní ovoce.
Mochyně dužnoplodá pochází z Mexika a byla zde kultivována dříve než rajčata. Je známa pod španělským názvem tomatillo nebo anglickým husktomato. Má poměrně velké, žluté nebo purpurové plody, které zcela vyplňují kalich. Je to vytrvalá rostlina, často je ale pěstována jako jednoletka. Byla vypěstována řada užitkových kultivarů, mezi jinými 'New Sugar Giant'.
Jedlé jsou také plně dozrálé plody plevelné mochyně drobnoplodé, nedoporučuje se je ale jíst ve větším množství. Hořké listy tohoto druhu se jedí jako salát.
Z dalších druhů poskytuje jedlé plody mochyně pýřitá, mochyně ojíněná, Physalis viscosa, P. subglabrata, P. lanceolata aj.

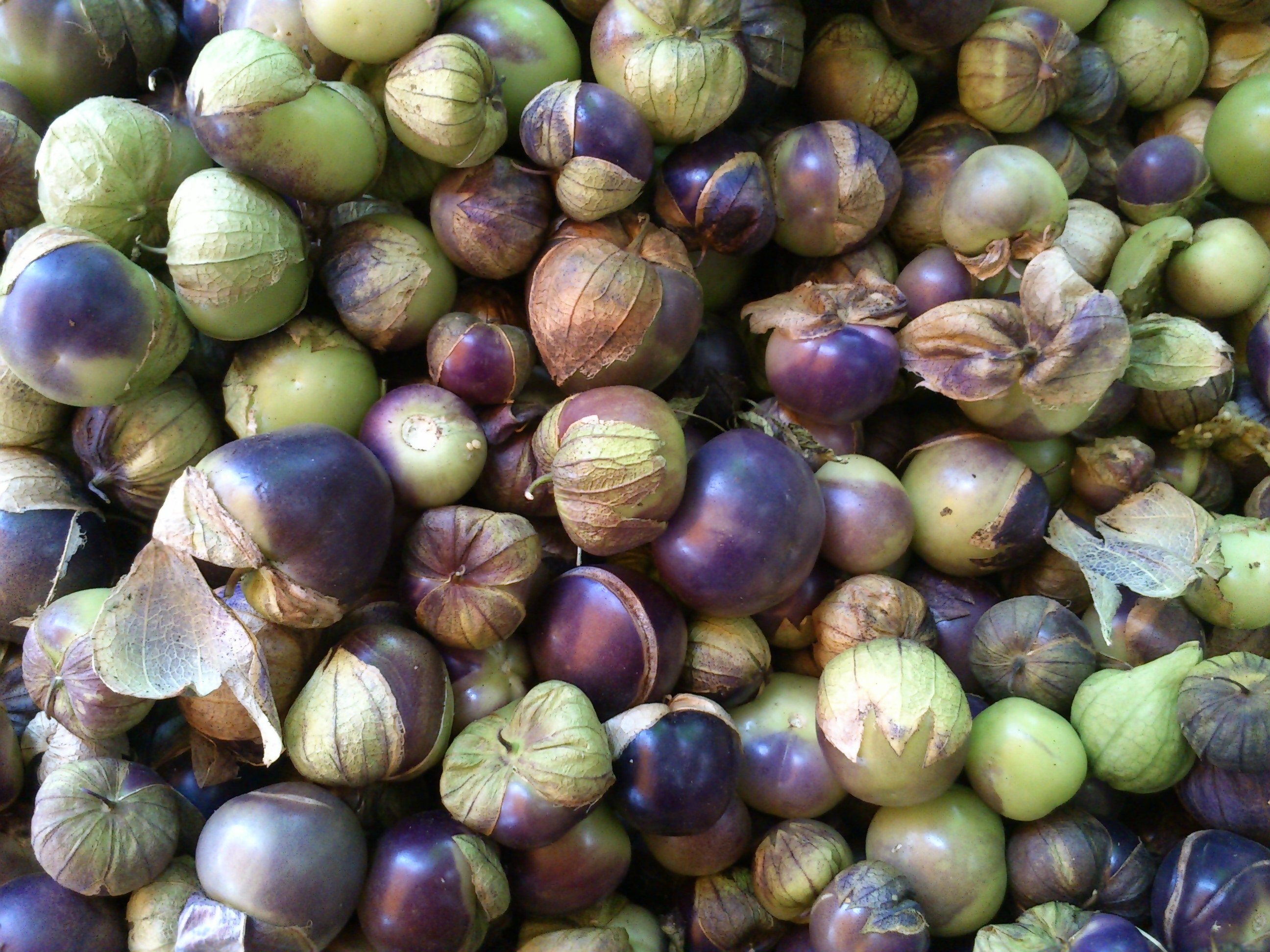
Tomatillo, plody mexické mochyně dužnoplodé
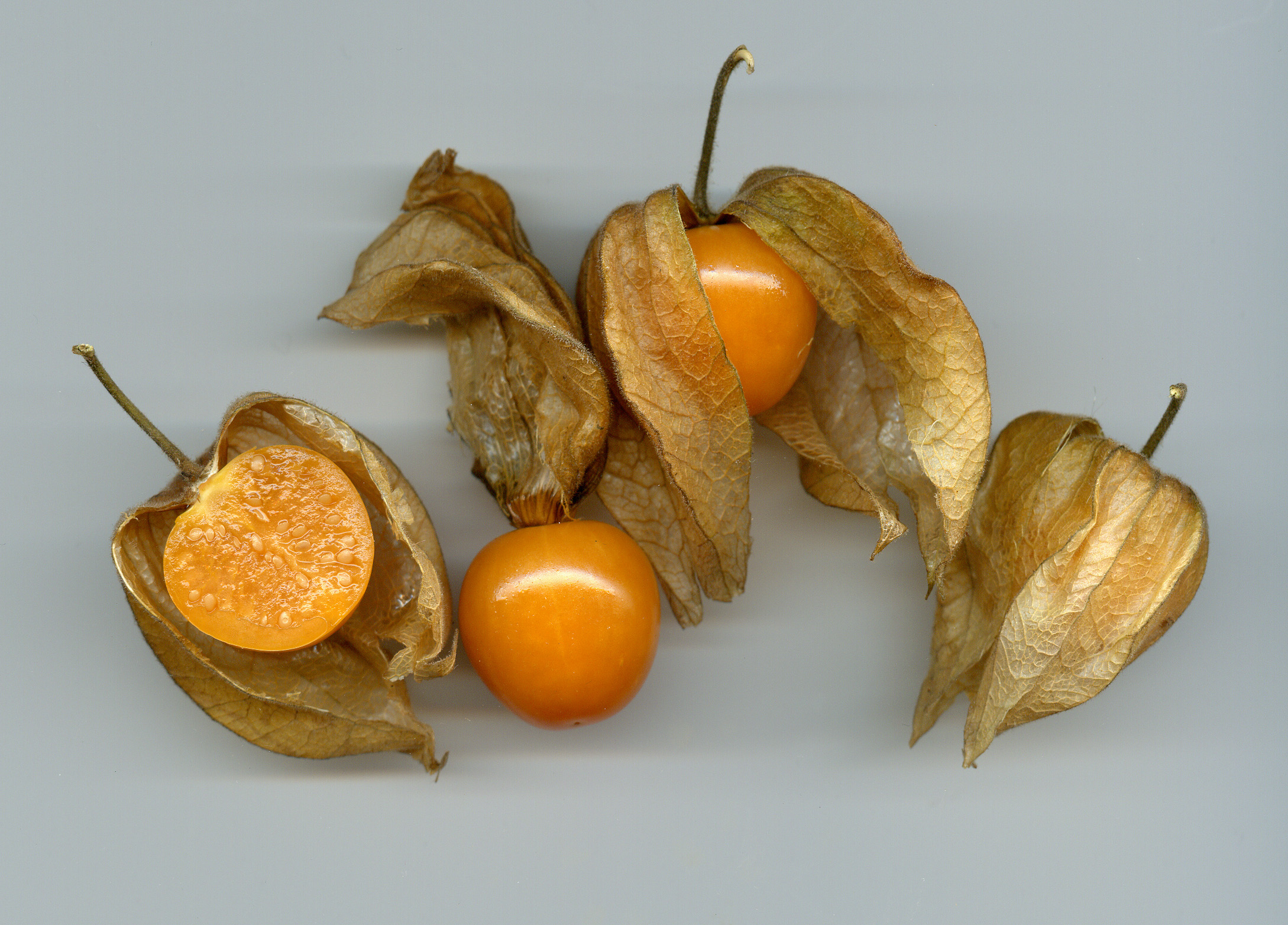
Plody mochyně peruánské

### Lékařství
Mochyně drobnoplodá je využívána v lidové a domorodé medicíně k léčení celé řady neduhů. V minulosti byla často uváděna pod synonymem Physalis minima. Je využívána při léčení zápalu průdušek, zánětů, zvětšené sleziny, neduhů močových cest a trávicího ústrojí, bolestí hlavy, kožních chorob a pod. Kořen slouží k vypuzení střevních parazitů a snížení horečky a při léčení cukrovky. V Guatemale je populárním prostředkem k léčení kapavky, v Mexiku je používána při ošetřování lepry. V lékařství je používána také mochyně peruánská a mochyně dužnoplodá.